# Ormetica imitata
Ormetica imitata är en fjärilsart som beskrevs av Druce 1884. Ormetica imitata ingår i släktet Ormetica och familjen björnspinnare. Inga underarter finns listade i Catalogue of Life.